# Marc Riboud

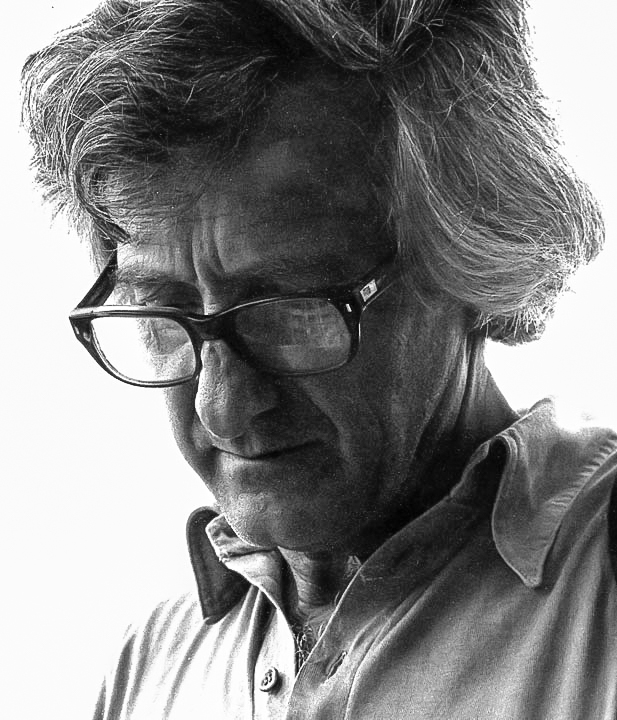
Marc Riboud (1975)

Marc Riboud (* 24. Juni 1923 in Lyon; † 30. August 2016 in Paris) war ein französischer Fotograf und Mitglied der Fotoagentur Magnum Photos.

## Leben
Marc Riboud fotografierte bereits als 14-Jähriger 1937 die Weltausstellung in Paris mit einer gebrauchten Kodak-Taschenkamera. Er engagierte sich von 1943 bis 1945 in der französischen Résistance und kämpfte aktiv im Widerstand. Nach Kriegsende studierte er von 1945 bis 1948 zunächst Maschinenbau an der École Centrale de Lyon und arbeitete anschließend als Ingenieur in Lyon. Sein Entschluss, als freier Fotograf zu arbeiten, führte ihn 1952 nach Paris. Hier traf er auf die Fotojournalisten Robert Capa und Henri Cartier-Bresson und schloss sich deren neu gegründeter Fotoagentur Magnum an. Ab 1954 lebte und arbeitete Riboud in London. 1955 wurde er Vollmitglied bei Magnum und begann eine Serie von Fotoexpeditionen in den Fernen Osten.
1957 dokumentierte Riboud, teilweise verdeckt arbeitend, das vom Mao-Regime dominierte China. Auf den Rat seines Freundes, des Malers Zao Wou-Ki, besuchte er mehrmals den Huang Shan und veröffentlichte sowohl in Frankreich als auch in Deutschland einen voluminösen Bildband über den Berg.
Von 1959 bis 1973 fungierte Riboud als Vizepräsident bei der europäischen Niederlassung von Magnum und wurde 1975 ihr Präsident. Ab 1980 arbeitete er nur noch sporadisch als „mitarbeitender Fotograf“ bei der Agentur.
Für sein fotografisches Werk erhielt Riboud zahlreiche Auszeichnungen, unter anderem den Overseas Press Club Award. Ferner war er in zahlreichen Ausstellungen vertreten, so im Musée National d’Art Moderne in Paris und im Musée des Confluences in seiner Geburtsstadt Lyon.
Riboud war seit 1961 mit der US-amerikanischen Autorin, Zeichnerin und Bildhauerin Barbara Chase-Riboud verheiratet; die Scheidung erfolgte vor 1981. Sie bekamen zwei gemeinsame Söhne. Später heiratete er die Journalistin Catherine Chaine; diese Ehe hielt bis zu seinem Tod im Jahre 2016.

## Veröffentlichungen (Auswahl)
- Marc Riboud. Cuba. Éditions de La Martinière, Paris 2016, mit einem Vorwort von Wim Wenders und Texten von Marc Riboud und Jean Daniel, ISBN 978-2-7324-7249-2.
- Portfolio. Knesebeck Verlag, Berlin 2001, ISBN 3-89660-082-6.
- Meine Bilder sind Notizen. Reporter ohne Grenzen, Berlin 1998, ISBN 3-9803729-3-6.
- mit  Jean Daniel und Ruth Sharman: Marc Riboud in China. Harry N. Abrams, 1997, ISBN 0-8109-4430-8 (englisch).
- Huang-shan, Bildband. Hoffmann und Campe, Hamburg 1990, ISBN 3-455-08362-5.